# Dactylokepon hunterae
Dactylokepon hunterae is een pissebed uit de familie Bopyridae. De wetenschappelijke naam van de soort is voor het eerst geldig gepubliceerd in 1966 door Wells & Wells.